# Aeródromo de Ciudad Guzmán
El Aeródromo de Ciudad Guzmán o Aeródromo Capitán Piloto Aviador José Covarrubias Pérez (Código ICAO:MM25 - Código DGAC: CGZ) es un aeródromo privado ubicado al noroeste de Ciudad Guzmán, Jalisco. Cuenta con una pista de aterrizaje asfaltada de 1,520 metros de largo y 20 de ancho, así como una pequeña plataforma de aviación.

## Accidentes e incidentes
- El 17 de mayo de 1987 una aeronave Cessna 182 con matrícula XB-SAG que cubría un vuelo privado entre el Aeródromo de Ciudad Guzmán y el ahora inexistente Aeródromo de Tomatlán se estrelló y se incendió cerca el rancho denominado "Agua Zarca" en el municipio de Sayula, matando al piloto y a 2 de los 3 pasajeros.[3][4]

- El 2 de octubre de 1990 una aeronave Cessna 421 Golden Eagle con matrícula XB-DWT que realizaba un vuelo privado entre el Aeropuerto Internacional del Norte y el Aeródromo de Autlán con escala en el Aeródromo de Ciudad Guzmán se estrelló en el Volcán de Colima antes de realizar su primera escala matando a sus 3 ocupantes.[5][6]